# Basileios Vatatzes

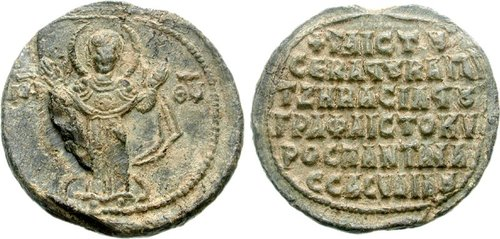
Siegel des Basilios l Vatatzes

Basileios Vatatzes (auch Basileios Batatzes oder Basileios Dukas Batatzes genannt, mittelgriechisch Βασίλειος Βατάτζης; † 1194) war ein byzantinischer Adeliger und Feldherr, der Domestikos ton scholon, d. h., Oberkommandierender der byzantinischen Truppen im Osten des Reiches und Dux (Gouverneur) des Themas (Provinz) Thrakien. Durch seinen Sohn Johannes III. Dukas Vatatzes, der von 1222 bis 1254 als Kaiser des Byzantinischen Reiches im Exil in Nikaia (in Bithynien, im westlichen Kleinasien) regierte, wurde er zum Stammvater des zweiten Hauses der kaiserlichen Dynastie der Laskariden.

## Herkunft
Basileios Vatatzes entstammte einer byzantinischen Adelsfamilie, die in Adrianopel und in der Umgebung – dem Thema Makedonien – über umfangreichen Landbesitz verfügte. Die erste Erwähnung der Familie erfolgte um das Jahr 1000, wo „Vatatzes und seine ganze Familie“ als einer der prominenten Bürger von Adrianopel genannt wird, die wegen ihrer bulgarenfreundlichen Gesinnung aus Adrianopel zu Samuel, Zar von Bulgarien (997–1014), flohen. Im Jahre 1047 beteiligte sich ein Johannes Vatatzes am Aufstand des Leon Tornikios gegen den byzantinischen Kaiser Konstantin IX. Monomachos (1042–1055).
Der Vater des Basileios Vatatzes wird urkundlich nicht genannt. Da er seinen ältesten Sohn Isaakios nannte, könnte dies auch der Vorname des Vaters von Basilios sein. Er war daher möglicherweise ein Sohn des Isaakios Vatatzes, und damit ein Enkel des Theodoros Vatatzes, der um 1130 mit Eudokia Komnene, einer Tochter des Kaisers Johannes II. Komnenos, verheiratet war. Er wäre demnach ein Neffe des Johannes Komnenos Batatzes (* 1132; † 1182) gewesen, der Megas Domestikos (Oberkommandierender der byzantinischen Streitkräfte) und – ebenso wie später Basileios – Gouverneur des wichtigen Themas Thrakien war.

## Leben

### Militärische Laufbahn
Basileios Vatatzes folgte der militärischen Tradition seiner Familie und trat in den kaiserlichen Militärdienst ein, durchlief dort die rasche Karriere eines Angehörigen der Militäraristokratie und wurde schließlich von Isaak II. Angelos (Kaiser 1185–1195 und 1203–1204) zum Domestikos ton scholon im Osten – d. h. zum Oberkommandierenden der byzantinischen Streitkräfte im Osten des byzantinischen Reiches und gleichzeitig zum Dux (Gouverneur) des Themas Thrakien ernannt. Unklar ist, ob er darüber hinaus auch noch zum Megas Domestikos, d. h. zum Oberkommandierenden der gesamten Streitkräfte, ernannt wurde.

### Kampf gegen Theodoros Mankaphas

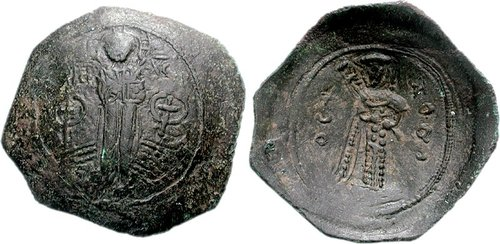
Histamenon (die byzantinische Standardgoldmünze) geprägt für Theodoros Mankaphas

Eine der wichtigen Aufgaben, die Basileios Vatatzes als Oberkommandierendem im Osten des Reiches übertragen wurden, war es, die Revolte des Gegenkaisers Theodoros Mankaphas (altgriechisch Θεόδωρος Μαγκαφᾶς) niederzuschlagen.
Theodoros Mankaphas war ein byzantinischer Adeliger aus Philadelphia (heute Alaşehir, die Hauptstadt des gleichnamigen Bezirks in der türkischen Provinz Manisa im Westen Anatoliens), der sich auf Grund seiner Hausmacht zum faktischen Herrscher seiner Heimatstadt gemacht hatte. Zielstrebig sicherte er sich die Unterstützung der Bevölkerung von Philadelphia sowie das Wohlwollen der Bevölkerung in den benachbarten Gebieten Lydiens und bemühte sich sogar um die Hilfe der armenischen Bevölkerung in der Troas, der Landschaft südöstlich der Dardanellen. Nachdem er sich dieser Unterstützung sicher war, ließ er sich im Jahre 1188 in Opposition zum regierenden Kaiser Isaak II. zum Gegenkaiser ausrufen und Münzen mit seinem Bild prägen. Er benützte dabei die bedrängte Situation des Reiches, das von außen durch den laufenden Krieg gegen die Bulgaren – wo 1186 das Zweite Bulgarische Reich gegründet worden war – die von den Serben unter Stephan Nemanja unterstützt wurden, ebenso unter Druck war wie durch den Vorstoß von Sultan Saladin in Palästina, wo dieser das Heer des Königreichs Jerusalem bei den Hörnern von Hattin besiegt, König Guido von Lusignan gefangen genommen und 2. Oktober 1187 Jerusalem erobert hatte.
Erleichtert durch einen temporären Frieden mit Bulgarien entschloss sich Kaiser Isaak II., den Usurpator durch einen Feldzug zu entmachten. Diese Aufgabe wurde dem bewährten Feldherrn Basileios Vatatzes übertragen. Dieser marschierte mit seinen Truppen nach Philadelphia, besiegte die ihm entgegen geschickten Truppen in mehreren Gefechten und begann anschließend die Belagerung des Zentrums des Aufstandes, der Stadt Philadelphia.

### Drohender Kreuzzug des Kaisers Friedrich I.
Diese Militäraktion wurde jedoch durch alarmierende Nachrichten aus dem Westen gestört. Dort war nämlich auf die Nachricht vom Fall Jerusalems im Mai 1189 ein Heer von Kreuzfahrern unter dem Kommando von Kaiser Friedrich I. Barbarossa aufgebrochen. Dies war eine nicht zu unterschätzende Bedrohung des byzantinischen Reiches, denn das anrückende Heer war das weitaus größte Kreuzfahrerheer, das jemals aufgebrochen war. Bereits beim Einmarsch in byzantinisches Gebiet kam es zu einer Reihe von Missverständnissen, Reibereien und Übergriffen, die das gegenseitige Vertrauen zerstörten. Mangels Kooperation von Byzanz hatten die Kreuzfahrer die Stadt Philippopel erobert, die byzantinischen Sanktionen (Verbot des weiteren Vormarsches auf byzantinisches Gebiet) wurden ignoriert und in der Folge die Stadt Adrianopel von den Kreuzfahrern erobert. Durch brüchige Vereinbarungen konnte zuletzt ein vorläufiger Friede geschlossen werden.
Um einen Zweifrontenkrieg zu vermeiden, entschloss sich Kaiser Isaak II. zu einem temporären Kompromiss gegenüber Theodoros Mankaphas: Aufhebung der Belagerung und Begnadigung bei förmlicher Unterwerfung, Verzicht auf kaiserliche Symbole und Herausgabe der Gefangenen. Theodoros Mankaphas, froh der Belagerung zu entgehen, akzeptierte vorerst diese Bedingungen, wurde daher wieder in Gnaden aufgenommen und als Gouverneur von Philadelphia bestätigt. Basileios Vatatzes zog seine Truppen daher von Philadelphia ab, führte sie in die Nähe der Hauptstadt und nahm als einer der führenden Feldherren von Byzanz an der Vorbereitung der Abwehr eines eventuellen Angriffs der Kreuzfahrer auf Konstantinopel teil. Die Nachricht von dem am 10. Juni 1190 erfolgten Ableben des Kaisers Friedrich I. im Fluss Saleph am Fuß des Taurus-Gebirges und die folgende weitgehende Auflösung des großen Kreuzfahrerheeres wurde daher in Konstantinopel mit größter Erleichterung aufgenommen.

### Vertreibung des Gegenkaisers Theodoros Mankaphas
Diese Entwicklung erlaubte es Kaiser Isaak II., sich wieder dem internen Problem, dem Gegenkaiser Theodoros Mankaphas, zu widmen. Basileios Vatatzes wurde daher beauftragt, diese Frage nunmehr endgültig zu regeln. Er sammelte seine Truppen, marschierte nach Philadelphia, warf dort die weiter schwelende Revolte nieder und vertrieb den Usurpator aus seiner Heimatstadt. Als Anerkennung für seine vielfältigen Verdienste wurde Basileios Vatatzes das Privileg gewährt, in die in Byzanz herrschende Dynastie der Angeloi einzuheiraten. Er vermählte sich um das Jahr 1190 mit einer Cousine des Kaisers Isaak II. Das Problem mit Theodoros war jedoch noch nicht beendet, da dieser an den Hof des Sultans der Rum-Seldschuken nach Ikonium floh. Dort nahm ihn Kai Chosrau I., der von 1192 bis 1196 und 1205 bis 1211 als Sultan regierte, freundlich auf und erlaubte ihm, Truppen in seinen Ländereien anzuwerben, um damit die Grenzregionen des byzantinischen Reiches zu verunsichern.

### Kampf gegen die Bulgaren
Auf Basileios Vatatzes, der 1193 zum Domestikos ton scholon (Oberkommandierenden) im Westen mit Sitz in Adrianopel ernannt worden war, wartete hingegen eine andere etwas schwierigere Aufgabe. Die Bulgaren hatten nach ihrem Sieg bei Tarnowo im Jahre 1190 begonnen, die byzantinischen Themen Thrakien und Makedonien anzugreifen, um alle bulgarischen Siedlungsgebiete zu erobern. Da die Byzantiner der extrem flexibel operierenden bulgarischen Kavallerie nicht gewachsen waren, konnte Iwan Assen I., Zar von Bulgarien (1190–1195), im Jahre 1191 Sofia und Niš und auch das Tal am Oberlauf des Flusses Struma erobern.
Kaiser Isaak II. entschloss sich zu einem massiven Gegenschlag, indem er alle verfügbaren Truppen für einen Angriff auf die Bulgaren zusammenzog – sowohl die, die Basileios Vatatzes als Domestikos des Westens kommandierte, als auch diejenigen, die dem Kommando des Domestikos des Ostens, Alexios Gidos, unterstanden. Bei Arcadiopolis im östlichen Thrakien kam es 1194 zu einer großen Schlacht, in der die byzantinischen Truppen besiegt und fast zur Gänze aufgerieben wurden. Während der Feldherr Alexios Gidos sich mit wenigen Truppen durch Flucht retten konnte, fiel Basileios Vatatzes in der Schlacht.

## Ehe und Nachkommen
Basileios Vatatzes hatte um 1190 Ne Angelina, eine Cousine des Kaisers Isaak II. Angelos, geheiratet. Deren Bruder, Konstantinos Angelos, war 1185–1192 Dux (Gouverneur) von Kreta, 1192 Strategos (Militärgouverneur) von Philippopel und ließ sich dann zum Gegenkaiser ausrufen, worauf er auf Befehl seines Cousins, Kaiser Isaak II. geblendet wurde, um ihn damit daran zu hindern, neuerlich Herrschaftsansprüche geltend zu machen.
Der Schwiegervater des Basileios war Isaakios Dukas Angelos, um 1170 Stratege des Themas Kilikien. Er war ein jüngerer Bruder des byzantinischen Generals und Diplomaten Andronikos Dukas Angelos († nach dem 12. Dezember 1185), dem Vater der beiden Kaiser Isaak II. Angelos und Alexios III. Angelos (1195–1203). Die Ehefrau des Basileios Vatatzes war darüber hinaus über ihre Großmutter Theodora Komnene (einer Tochter des Kaisers Alexios I. Komnenos und der Irene Dukaina) mit den Kaisern von Byzanz aus den Häusern der Komnenen und der Dukas verwandt. Durch diese Ehe hatte Basileios Vatatzes die Grundlage für den weiteren Aufstieg seines Hauses geschaffen, da sich seine Nachkommen nunmehr als zur Thronfolge berechtigt ansahen.
Nachkommen

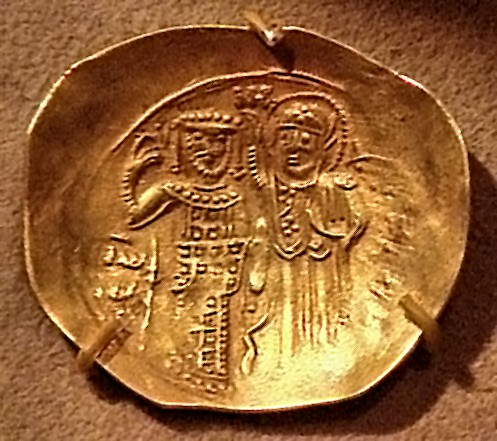
Gold-Hyperpyron des Kaisers Johannes III. Vatatzes

1. Isaakios Dukas Vatatzes, erhielt 1261 den Titel Pansebastos (Sebastos: der Verehrungswürdige), 1253 Sebastokrator (verehrungswürdiger Regent), zuvor Parakoimomenos (enger Vertrauter des Kaisers, wörtlich, der der neben (dem Zimmer des) Kaisers schläft) † 1261 in Genua, ⚭ Ne
  1. Johannes Dukas Vatatzes (* 1215; † um 1240), ⚭ Eudokia Angelina († c. 1256–1261), Tochter von Johannes Komnenos Angelos, Dux (Gouverneur) des Themas Thrakien 1235–1237, 1255/59 Protostrator (Marschall) des Okzidents.[6]
    1. Theodora Dukaina Komnene Palaiologina Vatatzaina (* um 1240; † 4. März 1303), ⚭ 1253 Kaiser Michael VIII. Palaiologos (1259–1282) († 1282)
    2. Maria Dukaina Komnene Palaiologina Branaina Vatatzaina; † als Nonne Martha, & Michael Dukas Glabas Tarchaneiotes, Kuropalates (höchster Hoftitel nach Cäsar), 1292 Strategos (Militärgouverneur) des Themas Thrakien, Feldherr gegen die Bulgaren; † als Mönch Makarios 1215

  2. Ne Dukaina Vatatzaina (Tochter), ⚭ Konstantin Strategopulos
2. N Dukas Vatatzes (Sohn), ⚭ Ne
  1. Ne Dukaina Vatatzaina (Tochter) & Alexios Raul, 1242–1256 Protovestiarios, 1253 Hegemon in Thessaloniki, wurde 1256 vom Onkel seiner Frau – Theodor II. Dukas Laskaris (Vatatzes), byzantinischer Kaiser im Exil in Nikaia (1254–1258) – abgesetzt; † 1258
3. Johannes III. Dukas Vatatzes, Kaiser von Byzanz in Nikaia (1224–1258), einer der bedeutendsten Herrscher der byzantinischen Geschichte[7] ⚭ I. um 1212 Eirene Dukaina Komnene Laskarina († als Nonne Eugenia im Sommer 1239), Tochter von Theodor I. Komnenos Laskaris, Kaiser von Byzanz zu Nikaia, ⚭ II. 1244 Konstanze von Hohenstaufen, (* um 1233/34; † als Nonne 1307 in Valencia (Spanien)), Tochter von Kaiser Friedrich II. und der Bianca Lancia (Nachkommen)